# Rico Cars
Rico Cars war ein britischer Hersteller von Automobilen.

## Unternehmensgeschichte
Mike Richards gründete 1996 das Unternehmen in Brighton in der Grafschaft East Sussex. Er begann mit der Produktion von Automobilen und Kits. Der Markenname lautete Rico. 2000 endete die Produktion. Insgesamt entstanden mindestens elf Exemplare. Die Verbindung zu Ayrspeed-Manx und deren Modell ist unklar.

## Fahrzeuge
Ein Modell war ein Lieferwagen. Das Fahrgestell des Citroën 2 CV bildete die Basis. Darauf wurde eine Karosserie aus Fiberglas montiert. Von diesem Modell entstanden etwa elf Exemplare.
Außerdem stand die Nachbildung des Citroën Méhari im Sortiment.